# Josep Fàbrega
Josep Fàbrega i Pou (Palamós, 4 de enero de 1868-Gerona, 12 de agosto de 1939) fue un político español, alcalde de Palamós y diputado en el Parlamento de Cataluña durante la Segunda República. Tras el final de la guerra civil fue ejecutado por el régimen franquista.

## Biografía
Nació en Palamós. Estudió en el seminario de Gerona, pero al cabo de unos años abandonó la carrera eclesiástica. Trabajó en la fábrica de corcho Remigio Tauler como contable y fue impulsor de la cooperativa "La Equitativa" y del Centro Económico La Gorga. En 1902 fue elegido alcalde de Palamós. De 1920 hasta 1930 fue presidente del comité comarcal del Partido Republicano Democrático Federal del Bajo Ampurdán. En 1923 estuvo encarcelado debido a la represión de la dictadura de Primo de Rivera. En 1931, dentro de Esquerra Republicana de Catalunya (ERC), fue elegido concejal en las elecciones municipales de 1931 que dieron lugar a la proclamación la Segunda República, siendo nombrado después y por segunda vez, alcalde de Palamós. En 1932 renunció al cargo por las presiones de la patronal y una huelga en el muelle. Ese mismo año los republicanos gerundenses le rindieron un homenaje en la playa de la Fosca con la presencia del presidente de la Generalidad de Cataluña, Francesc Macià. En las elecciones al Parlamento de Cataluña de 1932 fue elegido diputado al Parlamento por ERC.
Tras la Guerra Civil renunció a exiliarse y el 1 de marzo de 1939 la Guardia Civil le detuvo. El 12 de agosto, tras un consejo de guerra sumarísimo fue ejecutado a la edad de setenta y un años junto con otros cuatro vecinos de Palamós: el también alcalde de Palamós por ERC, Dídac Garrell, Vicenç Martí Carol, Antonio Ribes Medino y Josep Ruiz Duran. Los crímenes que se le atribuyeron fueron la "propaganda izquierdo-separatista", "declarar la independencia de Cataluña del año 1934 desde el balcón del ayuntamiento de Palamós" y "rumores" según los cuales "tomó parte en una reunión que precedió al asesinato de seis personas de orden, [...] aunque se desconoce la intervención que el acusado tuvo en la reunión".  Josep Fàbrega está enterrado en una fosa común en el cementerio de Gerona.